# Critique des Lumières
Les critiques des Lumières désigne l'ensemble des courants de pensée en tout ou partie opposés à la philosophie des Lumières.

## Critique nationaliste
Maurice Barrès
Charles Maurras

## Critique anti-libérale
Selon Robert Kurz, le capitalisme dans son expression libérale serait une évolution naturelle de la philosophie des Lumières, puisant dans Sade mais aussi Rousseau des éléments de critiques des Lumières par le mouvement féministe.
Selon le journaliste Dan Hind, l'esprit des Lumières a été détourné par les chantres du libéralisme, il développe dans son ouvrage « The Threat to Reason (en) » l'idée selon laquelle l'une des principales menaces à la Raison découle de l'annexion des Lumières par les entreprises. David Harvey prétend que les fruits du siècle des Lumières ont été thésaurisés et déployés dans le but d'accumuler du Capital, généralement de manière opaque (« Lumières Occultes », de l'anglais « Occult Enlightenment »). David Harvey voit même dans l'appellation « anti-Lumières » la volonté du courant capitaliste et libéral de désigner de « forces anti-Lumières » l'ensemble de leurs opposants: écologistes, opposants au nucléaire, pacifistes ou anticapitalistes. En réaction, Dan Hind développe dans son ouvrage la thèse selon laquelle la connaissance doit être rendue publique par le biais des plates-formes libre, plaçant ainsi le mouvement du logiciel libre comme l'héritier naturel des Lumières.

## Critique néo-conservatrice
- Russell Kirk